# BLUE Nights
BLUE Nights è un album strumentale registrato dal vivo del quartetto Bruford Levin Upper Extremities.

## Tracce
1. Piercing Glances – 7:51
2. Étude Revisited – 5:29
3. A Palace of Pearls (on a Blade of Grass) – 6:00
4. Original Sin – 8:14
5. Dentures of the Gods – 6:26
6. Deeper BLUE – 6:32
7. Cobalt Canyons – 7:32
8. Fin de siècle – 5:48
9. Picnic on Vesuvius – 9:30
10. Cerulean sea – 7:05
11. Bent taqasim/Torn Drumbass – 5:42
12. Cracking the Midnight Glass – 6:53
13. Presidents Day – 6:47
14. 3 Minutes of Pure Entertainment – 11:04
15. Outer BLUE – 6:06

## Formazione
- Bill Bruford (batteria)
- Tony Levin (basso)
- David Torn (chitarra)
- Chris Botti (tromba)